# Tammy Faye Messner
Tamara Faye "Tammy" Messner, tidigare Bakker, född LaValley den 7 mars 1942 i International Falls, Minnesota, död 20 juli 2007 i Loch Lloyd i Cass County, Missouri, var en amerikansk kristen tv-profil och sångerska.

## Biografi
Tammy Faye Messner var gift med TV-predikanten Jim Bakker 1961–1992. De träffades 1960 när de studerade på North Central University i Minneapolis och gifte sig året därpå. De var med och grundade The 700 Club tillsammans med Pat Robertson. Tillsammans med Paul Crouch och Jan Crouch grundade de 1973 Trinity Broadcasting Network som är världens största kristna tv-kanal. Sin största framgång hade de med tv-programmet The PTL Club, mellan 1976 och 1987.
När The PTL Club var som störst grundade man en egen kristen nöjespark, Heritage USA, som under en tid lockade 6 miljoner besökare årligen men som numera är övergiven. Paret Bakkers imperium kollapsade sedan det uppdagades att man betalat sekreteraren Jessica Hahn 265 000 $ för att hemlighålla en sexuell relation med Jim Bakker. Ytterligare skandal uppstod då det visade sig att stora donationer hade hamnat i Jim Bakkers egen ficka. Jim Bakker dömdes till fängelse och The PTL Club togs över av Jerry Falwell.
Faye ansökte om skilsmässa 1992 medan Jim Bakker satt i fängelse och året därpå gifte hon om sig med Roe Messner, som också han kom att dömas till fängelse för konkursbedrägeri.
År 1996 publicerade hon sin självbiografi, Tammy: Telling It My Way, och 1999 gjordes en dokumentärfilm om henne, The Eyes of Tammy Faye. År 2003 publicerade hon boken I Will Survive... and You Will, Too!, i vilken hon skriver om sin kamp mot cancer. 2004 medverkade hon i dokusåpan The Surreal Life.
Tammy Faye var känd för att vara hårt sminkad, med lösögonfransar. Hon skiljde sig från många andra amerikanska tv-predikanter genom sin accepterande inställning till homosexuella. The PTL Club hade program om homosexualitet och Aids och 1996 hade hon en tv-show tillsammans med den homosexuelle skådespelaren Jim J. Bullock. På grund av sin inställning till homosexualitet, i kombination med sitt hårt sminkade utseende, har hon vunnit popularitet i vissa gaykretsar och även bland dragqueens. Bland annat medverkade RuPaul, en känd dragqueen, som berättare i dokumentärfilmen The Eyes of Tammy Faye.
Tammy Faye Messner dog i sitt hem den 20 juli 2007. Elva år tidigare hade hon diagnosticerats med cancer i tjocktarmen. Cancern hade senare spritt sig till lungorna. Dagen före hennes död fick tv-publiken se henne en sista gång, svårt härjad av sin sjukdom, på Larry King Live.
Tammy Faye, Jim Bakker och Pat Robertson nämns i Frank Zappas låt Jesus Thinks You're a Jerk.

## Filmer om Tammy Faye Bakker
År 2000 släpptes dokumentärfilmen The Eyes of Tammy Faye, producerad av World of Wonder. Den följdes 2005 av Tammy Faye: Death Defying som skildrade hennes kamp mot cancer.
Jim Bakker har porträtterats i två spelfilmer, av Bernadette Peters i TV-filmen Fall from Grace (1990) och av Jessica Chastain i The Eyes of Tammy Faye (2021). Chastain belönades med en Oscar för sin roll.